# 韮崎大村美術館
韮崎大村美術館（にらさきおおむらびじゅつかん）は、山梨県韮崎市にある美術館である。

## 概要

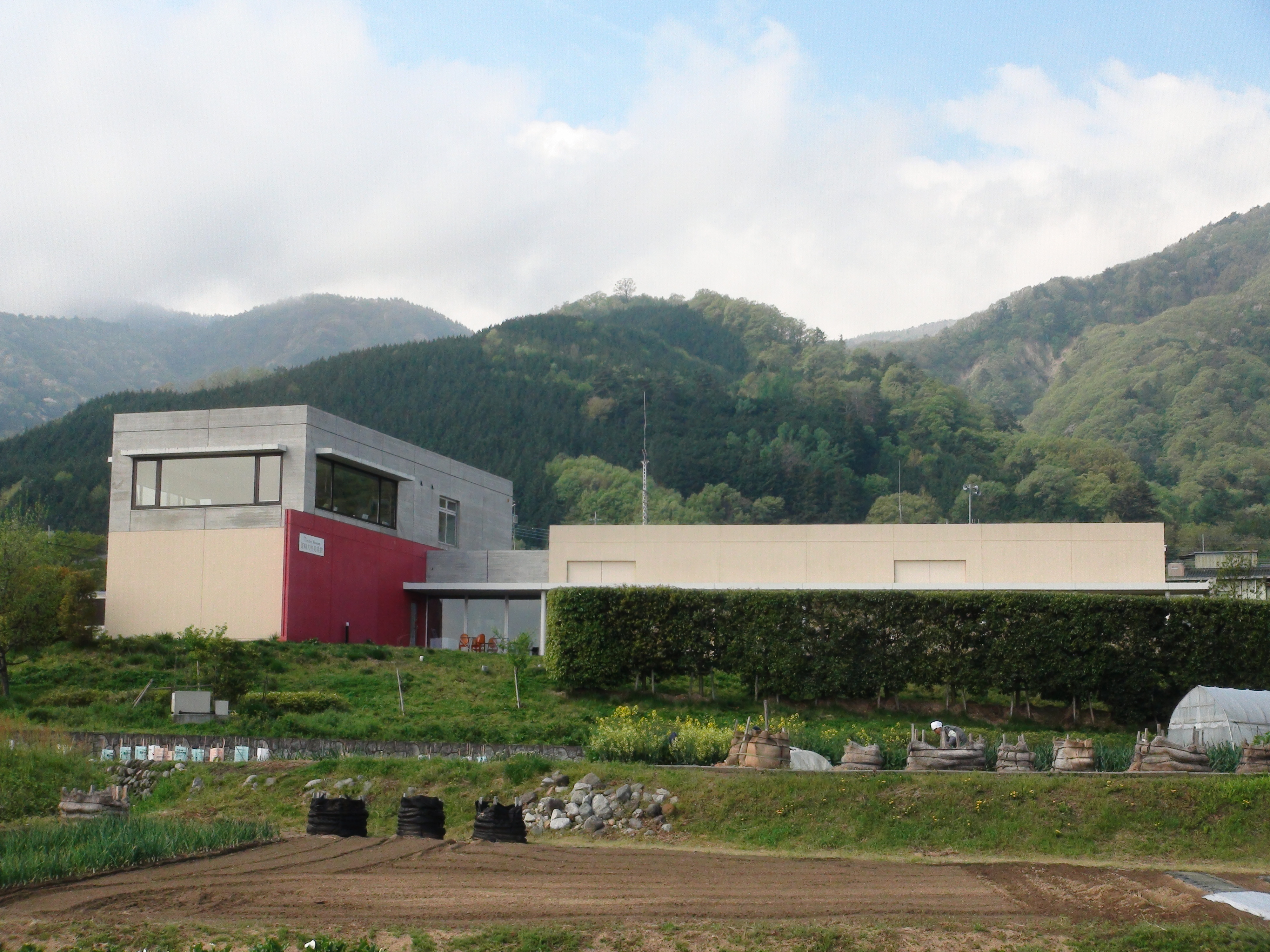
徳島堰側より撮影（2016年4月）

同市出身の有機化学者であり、女子美術大学の名誉理事長も務める大村智が生涯収集した展示・所蔵品を公開するため生家の近くに自費で建設し、2007年に開館した。翌2008年に作品を含めた施設を韮崎市に寄贈。館長は引き続き大村が務めている。
館内には約2500点以上の絵画や陶磁器などを所蔵しているが、上述の通り大村が女子美術大学の関係者ということもあり女性芸術家の作品が多い。2008年より女子美術大学美術館と相互協力協定を結び、美術資料の相互活用を行っている。
施設に付随する形で日帰り温泉施設「白山温泉」や蕎麦処「上小路」があるが、これらも大村が自費で掘削・建設したものである。
入館は有料であるが、2015年に大村がノーベル生理学・医学賞を受賞したことを記念し10月6日から13日まで無料で公開された。

## 主な芸術家の作品
常設展示されている芸術家のみ記載
日本画家
- 上村松園
- 小倉遊亀
- 片岡球子（女子美術大学の前身である女子美術専門学校出身）
- 荘司福（女子美術大学の前身である女子美術専門学校出身）
- 堀文子（女子美術大学の前身である女子美術専門学校出身）

洋画家
- 鈴木信太郎（専用ブースで展示）
- 三岸節子

彫刻家
- 多田美波（女子美術大学の前身である女子美術専門学校出身）
- 津田裕子（女子美術短期大学卒。女子美術大学名誉教授）

陶芸家
- 島岡達三
- 濱田庄司
- 原田拾六